# Jürgen Habermas
Jürgen Habermas [ˈjʏɐ̯ɡn̩ ˈhaːbɐmaːs] (? Écouter [Fiche]), né le 18 juin 1929 à Düsseldorf, est un philosophe, sociologue et théoricien allemand en sciences sociales. Habermas est considéré comme l'un des philosophes vivants les plus influents et importants au monde,,.
Il est avec Axel Honneth l'un des représentants de la deuxième génération de l'École de Francfort, et développe une pensée qui combine le matérialisme historique de Marx avec le pragmatisme américain, la théorie du développement de Piaget et Kohlberg, et la psychanalyse de Freud. Il a pris part à de nombreux débats théoriques en Allemagne, et s'est prononcé sur divers événements sociopolitiques et historiques.
Habermas considère « la réconciliation de la modernité qui se divise d’elle-même » comme le motif de son œuvre. Pour ce faire, il poursuit la stratégie d’« attaquer le problème universaliste de la philosophie transcendantale en détranscendantalisant simultanément la façon de progresser et les objectifs de la preuve », et ainsi de renoncer en particulier aux justifications ultimes. C'est dans cette voie qu'il a influencé l’évolution de la philosophie morale et sociale, en développant une théorie de la discussion en morale et en droit.

## Biographie

### Jeunesse et études
Habermas voit le jour à Düsseldorf, mais grandit à Gummersbach, une petite ville située tout près, où son père, Ernst Habermas, était secrétaire général du bureau urbain de la chambre de commerce et d’industrie de Cologne. Il décrit le climat politique dans son milieu familial comme étant « caractérisé par une adaptation bourgeoise à un environnement politique auquel on ne s’identifie pas totalement, mais que l’on ne critique pas sérieusement non plus ».
À l’automne 1944, alors que Habermas était membre des Jeunesses hitlériennes, on l'envoie à la Ligne Siegfried comme auxiliaire de front. Son appartenance aux Jeunesses hitlériennes constituera, en 2006, le point de départ d’une violente polémique : dans son autobiographie publiée à titre posthume, Joachim Fest qualifie Habermas de « dirigeant des JH lié au régime jusqu’à la moelle ». Cette diatribe, rendue publique par le magazine Cicero (en) et récusée par Habermas comme une « dénonciation », finit par apparaître inconsistante après un témoignage de Hans-Ulrich Wehler.
Entre 1949 et 1954, Habermas fait des études aux universités de Göttingen (1949-50), de Zürich (1950-51) et de Bonn (1951-54). Il s’intéresse à la philosophie, l’histoire, la psychologie, la littérature allemande et l’économie. Nicolai Hartmann, Wilhelm Keller, Theodor Litt, Johannes Thyssen, Hermann Wein, Erich Rothacker et Oskar Becker comptent parmi ses professeurs.
C’est durant le semestre de l’hiver 1950-51 que Habermas rencontre pour la première fois Karl-Otto Apel, dont la « pensée engagée » et l’intérêt pour le pragmatisme américain seront d’une importance majeure dans son cheminement philosophique. À ce sujet, à l'automne 2004, Habermas déclare dans le Washington Post : « Toute la rationalité de l'espace public, je la dois aux recherches séminales de John Dewey qui a pensé un espace de l'action et de la transaction, faisant de la participation non plus une affirmation de l'individualité mais une justification de l'individu compris dans un principe d'échanges permanents au sein d'une collectivité sans cesse en train de questionner l'ordre de ses raisons. »[réf. nécessaire]
En 1953, Habermas accomplit son premier coup d’éclat en rédigeant, dans le Journal universel de Francfort, une critique de l’Introduction à la métaphysique de Heidegger, parue la même année. Heidegger y soulignait la « vérité et la grandeur profonde » du mouvement national-socialiste. Dans son article, Habermas condamne vigoureusement cette révélation, voyant là une « réhabilitation » du national-socialisme. Bien des années plus tard, Habermas prolongera cette critique des rapports entre Heidegger et le nazisme dans la préface au livre de Victor Farias du même nom. Selon lui : « À partir de 1929 (…) débute [chez Heidegger] une transformation de la théorie en idéologie. C’est à cette époque, en effet, que s’insinuent, au cœur même de la philosophie, des thèmes liés à un diagnostic confus sur l’époque, de style néoconservateur ». Cette « transformation » provient, dit-il, de « déficits internes que l’on peut remarquer d’une manière immanente dans Être et Temps », ce qui le conduit à conclure que « Heidegger ne pouvait pas s’opposer au fascisme ».
En 1954, Habermas soutient sa thèse de doctorat auprès d’Erich Rothacker et Oskar Becker : L’Absolu et l’Histoire : de l’écartèlement dans la pensée de Schelling. Après l’obtention du doctorat, il collabore comme journaliste indépendant au Journal universel de Francfort, au Merkur, aux Cahiers de Francfort ainsi qu’au Handelsblatt de Düsseldorf. En 1955, il épouse Ute Wesselhoeft, avec laquelle il aura trois enfants.

### Habermas et l'école de Francfort (1956-1966)
En 1956, une bourse amène Habermas à l’Institut de Recherche sociale de Francfort-sur-le-Main. Durant sa période d’assistanat auprès de Max Horkheimer et de Theodor W. Adorno, Habermas se familiarise avec les écrits de ses deux directeurs et des autres représentants de la théorie critique d’avant-guerre. Il rencontre en 1956 Herbert Marcuse, qui aura sur lui une influence déterminante. Sur ses conseils, il se détache du marxisme traditionnel et s'intéresse à Freud et au jeune Marx des années 1840.
Ce faisant, il rompt progressivement avec l'Institut de Recherche sociale. Ses prises de positions en faveur de la démocratie directe (Radikaldemocratie) sont vivement critiquées par Horkheimer. Désireux de désamorcer ce conflit théorique, Habermas décide de quitter Francfort et de passer sa thèse d'habilitation à Marbourg. Grâce à une bourse de recherche de la DFG, il rédige l'Espace public en 1961 sous la direction de Wolfgang Abendroth. Publiée en 1962, cette thèse est devenue un classique de la recherche en science sociale. Parallèlement, Habermas est nommé professeur à l'Université de Heidelberg sur les recommandations de Gadamer. Dans ce nouveau cadre universitaire, il découvre la philosophie pragmatique américaine de John Dewey, George Herbert Mead, Charles Sanders Peirce.
À partir de 1963 Habermas participe activement au Positivismusstreit (la querelle positiviste), qui oppose Adorno et Karl Popper sur la question de la méthodologie des sciences sociales. Prenant parti pour Adorno, Habermas devient l'un des principaux protagonistes de ce débat intellectuel. Une longue controverse l'oppose notamment au popperien Hans Albert. Le Positivismusstreit se poursuit jusqu'en 1969, lorsqu'est publié un ouvrage collectif qui résume les prises de positions de ses principaux acteurs.
En 1964, Max Horkheimer invite Habermas à donner un cours à l'Institut de Recherche sociale. Intitulée Erkenntnis und Interesse (Connaissance et intérêt), sa leçon inaugurale prend pour point de départ un essai de Horkheimer de 1937, Traditionelle und kritische Theorie (Théorie traditionnelle et théorie critique). Ce cours lui permet de développer plusieurs thèses qui seront reprises dans un ouvrage homonyme en 1968. En particulier, Habermas s'intéresse aux différents intérêts de connaissances (erkenntnisleitende Interessen) qui animent la recherche scientifique. Il existe selon lui trois types d'erkenntnisleitende Interessen, chacun propre à une activité scientifique précise :
- l'intérêt de saisie du protocole technique (technischer Verfügung) d'un objet donné (sciences empiriques et analytiques) ;
- l'intérêt de compréhension des relations humaines dans la société de communication (herméneutique) ;
- l'intérêt d'émancipation de la contrainte première ou originelle (naturwüchsigem Zwang) (sociologie et psychanalyse).

À la fin des années 1960, on propose à Habermas la direction de l'Institut. Celui-ci décline et préfère prendre la succession de Ludwig von Friedeburg au séminaire philosophique de l'institut.

## Théorie

### Éthique de la discussion
Il est un des penseurs de l’éthique de la discussion (Diskursethik) avec Karl-Otto Apel, éthique qui s’inscrit dans la même veine que l’éthique kantienne, tout en y apportant un certain remodelage, décentrage peut-on dire, en rapport avec l’Impératif catégorique. Habermas développe en effet l'idée d'un principe de discussion capable de remplacer l'Impératif catégorique. Chez Kant, c'est au sein de l'individu qu'est déterminée la validité morale. En clair, Kant pense qu'il est possible de se mettre d'accord rationnellement sur ce qui est juste et injuste, mais que l'évaluation des normes se fait dans le for intérieur de chacun. Habermas considère que ce « monologisme » doit être dépassé par une compréhension « dialogique » de la morale, qui s'appuie sur les acquis de la pragmatique formelle et la théorie des « énoncés performatifs » (Austin). Nous déterminons si une règle de conduite et d'action ou un comportement sont moraux par une discussion qui doit ressembler autant que possible à une situation de liberté de parole absolue et de renoncement aux comportements « stratégiques ».

### Patriotisme constitutionnel
Enfin, Habermas est le théoricien du patriotisme constitutionnel, patriotisme déconnecté de l'État-nation. À l'occasion de la querelle des historiens allemands, il développe l'idée que les Allemands ne doivent pas se sentir attachés à leur pays, coupable d'atrocités durant la Seconde Guerre mondiale, mais aux institutions démocratiques qui garantissent le respect des citoyens. Par la suite, dans sa réflexion sur le dépassement de l'État-nation et sur la construction européenne, il réactive cette idée. Sa thèse : l'apparition de minorités culturelles de plus en plus importantes dans les pays européens implique qu'on repense la citoyenneté. L'État de droit doit pouvoir garantir aux minorités le respect le plus complet de leur identité, de leur langue et de leur religion, etc. et ceux-ci, en retour, doivent s'attacher à la défense et au respect de ces mêmes institutions. Au Congrès mondial de philosophie tenu en Grèce en 2013, il a prévenu les Européens sur la montée du « populisme [toujours] présent dans tous les pays ».

### Distinction morale/éthique
La distinction entre la morale et l'éthique est une caractéristique du courant déontologiste contemporain. Elle est fondée sur la morale de Kant, qui sépare les principes de détermination du vouloir entre le matériel, qui est particulier parce qu'il se rattache à la sensibilité, et les principes formels qui sont universels et rationnels. Jürgen Habermas se fonde sur cette distinction kantienne entre les principes matériels et les principes formels pour distinguer la morale (qui se rattache aux principes formels) de l'éthique (qui se rattache aux principes matériels).
Ainsi, la morale est ce qui touche au juste et à la justice, c'est-à-dire aux principes universels qui sous-tendent toute inter-subjectivité, qui les norment et permettent une certaine impartialité, et l'éthique est ce qui se rattache au Bien, c'est-à-dire aux particularités des manières de vivre particulières, individuelles ou collectives.

### Universalité
« Au lieu d’imposer à tous les autres une maxime dont je veux qu’elle soit une loi universelle, je dois soumettre ma maxime à tous les autres afin d’examiner par la discussion sa prétention à l’universalité. Ainsi s’opère un glissement : le centre de gravité ne réside plus dans ce que chacun souhaite faire valoir, sans être contredit, comme étant une loi universelle, mais dans ce que tous peuvent unanimement reconnaître comme une norme universelle »

— Jürgen Habermas, Morale et communication. Conscience morale et activité communicationnelle, Cerf, Paris, 1986, p. 88.

### Principe de publicité (Öffentlichkeit)
Le principe de publicité, pour Habermas, est l'exigence revendiquée d'un usage critique et public de la raison. Ce principe s'inscrit dans le cadre plus large de la démocratie délibérative. Pour Habermas, une décision n'est légitime que si la discussion qui y mène l'est également. En cela, la démocratie délibérative peut être définie en opposition au modèle décisionniste, avancé notamment par Rousseau, qui postule que la source de la décision suffit à en garantir la légitimité. Le débat public qui constitue la démocratie délibérative est donc un principe de légitimité relayé par l'espace public, en lequel Kant voyait un nouveau principe normatif. La publicité (rendre public) devient alors une source de légitimation allant à l'encontre du despotisme, selon Kant. Le principe de publicité donne à l'espace public un véritable pouvoir critique, un « pouvoir d'assiègement permanent » selon Habermas. Ainsi, l'espace public permet une revitalisation de l'État de droit par la délibération constante et publique des individus.
Habermas adapte son concept initial d'espace public dans le cadre d'une théorisation des relations internationales. Il soutient qu'il existe un espace public mondial, qui est investi non seulement par les États, mais aussi par les entreprises, les populations, et tous les réseaux transnationaux.

## Implication internationale
Jürgen Habermas compte également parmi les membres fondateurs du Collegium international éthique, politique et scientifique, association qui souhaite apporter des réponses intelligentes et appropriées qu'attendent les peuples du monde face aux nouveaux défis de notre temps.

## Positions politiques
Fin avril 2022, dans un essai sur la guerre en Ukraine, publié par la Süddeutsche Zeitung, Jürgen Habermas considère que le chancelier Olaf Scholz a jusqu’à présent fait preuve « de réflexion et de retenue » dans un contexte compliqué pour les pays membres de l’Otan. Il dénonce une génération de dirigeants incapables de « voir la guerre autrement qu'en matière de victoire ou de défaite »,,. Bien qu’il défende l’aide, y compris militaire, apportée à l’Ukraine, il s’inquiète du ton belliciste des plus jeunes figures politiques, notamment l’écologiste Annalena Baerbock, et de ceux qui pointent du doigt les hésitations du gouvernement allemand au nom de la morale.

## Œuvres
- Textes et contextes. Essais de reconnaissance théorique, Éditions du Cerf, 1994.
- L'Espace public : Archéologie de la publicité comme dimension constitutive de la société bourgeoise, titre original : Strukturwandel der Öffentlichkeit (1962)
- Théorie et pratique, titre original : Theorie und Praxis (1963) ; réédition : Paris, Payot, 2006
- Connaissance et intérêt, titre original : Erkenntnis und Interesse (1968)
- La Technique et la science comme « idéologie », titre original : Technik und Wissenschaft als “Ideologie” (1968) ; réédition : Paris, Gallimard, coll. « Tel », 1990
- Le mouvement protestataire et la réforme de l'Université, titre original : Protestbewegung und Hochschulreform (1969)
- La Logique des sciences sociales, titre original : Zur Logik der Sozialwissenschaften (1970) ; réédition : Paris, PUF, coll. « Quadrige», 2005
- Theorie der Gesellschaft oder Sozialtechnologie. Was leistet die Systemforschung (débat avec Niklas Luhmann) (1971)
- Raison et légitimité : problèmes de légitimation dans le capitalisme avancé, titre original : Legitimationsprobleme im Spätkapitalismus (1973) ; réédition : Paris, Payot, 2012
- Après Marx, titre original : Zur Rekonstruktion des Historischen Materialismus (1976) ; réédition : Paris, Fayard, 1985
- Profils philosophiques et politiques, titre original : Philosophisch-politische Profile (1971-1981)
- Théorie de l'agir communicationnel, titre original : Theorie des kommunikativen Handelns, 2 t. (1981) ; réédition : Paris, Fayard, 1987
- Morale et communication : conscience morale et activité communicationnelle, titre original : Moralbewusstsein und Kommunikatives Handeln (1983) ; réédition : Paris, Flammarion, coll. « Champs », 1999
- Le discours philosophique de la modernité, titre original : Der philosophische Diskurs der Moderne (1988) ; réédition : Paris, Gallimard, coll. « Tel », 2011
- La Pensée post-métaphysique : essais philosophiques, titre original : Nachmetaphysisches Denken. Philosophische Aufsätze (1988)
- Sociologie et théorie du langage
- Écrits politiques : culture, droit, histoire, Paris, Cerf, (1990) ; réédition : Paris, Flammarion, coll. « Champs », 1999
- De l’éthique de la discussion (1992), titre original : Erläuterungen zur Diskursethik (1991) ; réédition : Paris, Flammarion, coll. « Champs », 2013
- Droit et démocratie : entre faits et normes, titre original : Faktizität und Geltung. Beiträge zur Diskurstheorie des Rechts und des demokratischen Rechtsstaates (1992) ; réédition : Paris, Gallimard, coll. « NRF Essais », 1997
- Textes et contextes : essai de reconnaissance théorique (1994), titre original : Text und Kontexte (1991)
- La Paix perpétuelle : le bicentenaire d'une idée kantienne (1996) ; réédition : Paris, Cerf, coll. « Humanités », 1996
- Débat sur la justice politique (avec John Rawls, 1997) ; réédition : Paris, Cerf, coll. « Humanités », 2005
- L'intégration républicaine, essais de théorie politique, Fayard, 1998
- Après l’État-nation, une nouvelle constellation politique, titre original : Die postnationale Konstellation. Politische Essays, Fayard, 2000
- Vérité et Justification, titre original : Wahrheit und Rechtfertigung. Philosophische Aufsätze (1999)
- L’Espace public, Paris, Payot, 1992, avec une préface inédite de l'auteur,  (ISBN 2-228-88013-2)
- L’Avenir de la nature humaine. Vers un eugénisme libéral ?, titre original : Die Zukunft der menschlichen Natur. Auf dem Weg zu einer liberalen Eugenik? (2001) ; réédition : Paris, Gallimard, coll. « Tel », 2015
- Le concept du 11 septembre (avec Jacques Derrida), Paris, Éditions Galilée, 2004, 244 p.
- Une époque de transitions, écrits politiques 1998-2003, Fayard, 2005
- De l'usage public des idées, écrits politiques 1990-2000, Fayard, 2005
- Idéalisations et communication, Agir communicationnel et usage de la raison, Paris, Fayard, 2006
- Entre Naturalisme et Religion. Les Défis de la démocratie, Paris, Gallimard, coll. « NRF Essais », 2008, 380 p.
- Raison et Religion, La dialectique de la sécularisation, Jürgen Habermas et Joseph Ratzinger, Éditions Salvator, 2010, 96 p.
- La Constitution de l’Europe, Paris, Gallimard, coll. « NRF Essais », 2012, 240 p.
- Parcours 1 (1971-1989). Sociologie et théorie du langage - Pensée post-métaphysique, Paris, Gallimard, coll. « NRF Essais », 2018, 576 p.
- Parcours 2 (1990-2017). Théorie de la rationalité - Théorie du langage, Paris, Gallimard, coll. « NRF Essais », 2018, 656 p.
- Une histoire de la philosophie 1 : La constellation occidentale de la foi et du savoir, Paris, Gallimard, coll. « NRF Essais », 2021
- Une histoire de la philosophie 2 : Liberté rationnelle. Traces des discours sur la foi et le savoir, Paris, Gallimard, coll. « NRF Essais », 2023
- Espace public et démocratie délibérative : un tournant, Paris, Gallimard, coll. « NRF Essais », 2023
- L'avenir de la démocratie, Paris, Bouquins, coll. « La Collection », 2024

## Distinctions
- Docteur Honoris Causa de la New School for Social Research, New York (1980)
- Prix Theodor-W.-Adorno de la ville de Francfort (1980)
- Prix Gottfried Wilhelm Leibniz en 1986
- Docteur Honoris Causa de l'Université Paris-VIII-Vincennes-Saint-Denis (1997)[19]
- Médaille d'Or du Círculo de Bellas Artes en 2003[20]
- Prix de Kyōto en 2004
- Médaille Ulysses du University College Dublin en juin 2010
- Prix Heinrich Heine en 2012
- Prix Érasme en 2013
- Il a refusé le prix littéraire Cheikh Zayed en 2021, citant le système politique des Émirats arabes unis comme une non-démocratie répressive[21].
- Prix Johan Skytte en 2024[22].